# Палагута Віталій Вікторович
Віталій Вікторович Палагута — український військовослужбовець, бригадний генерал (2024), начальник зенітних ракетних військ Повітряних Сил Збройних сил України (2024), учасник російсько-української війни. Кавалер ордена Данила Галицького (2022).

## Життєпис
Станом на 2019 рік командир 138-ї зенітної ракетної бригади.
Станом на 2024 рік начальник зенітних ракетних військ — начальник управління підготовки зенітних ракетних військ командування підготовки Командування Повітряних сил Збройних сил України.

## Нагороди
- орден Данила Галицького (7 квітня 2022) — за особисту мужність і самовіддані дії, виявлені у захисті державного суверенітету та територіальної цілісності України, вірність військовій присязі[3];
- медаль «За бездоганну службу» III ступеня (2 серпня 2022) — за особисту мужність і самовіддані дії, виявлені у захисті державного суверенітету та територіальної цілісності України, вірність військовій присязі[4].

## Військові звання
- бригадний генерал (2 серпня 2024)[2];
- полковник (до 2 серпня 2024)[2].